# Ufenau
Ufenau eller Ufnau är den större av de två öarna i Zürichsjön i Schweiz. Den ligger i kommunen Freienbach i kantonen Schwyz, nära orten Pfäffikon SZ. Ön ägs av Einsiedelnklostret i Einsiedeln. Klostret använder namnformen Ufnau, medan Bundesamt für Landestopografie använder formen Ufenau. Ön åtnjuter särskilt skydd eftersom den räknas som ovanligt naturskön med biologisk mångfald och även kulturhistorisk intressant. Kring år 200 fanns ett romerskt tempel på ön. Cirka år 500 byggdes den första kyrkan på Ufenau. Ön omnämns i en urkund från 741 i samband med att en nunnekloster instiftades på grannön Lützelau. 
I dag finns på ön bland annat kyrkan St. Peter und Paul, byggd 1141 och kapellet St. Martin.